# Омаруйи, Юджин
Юджин Омаруйи (англ. Eugene Omoruyi; род. 14 февраля 1997, Бенин-Сити) — нигерийско-канадский профессиональный баскетболист клуба «Рэпторс 905» из Джи-Лиги НБА.

## Ранние годы
Оморуйи родился в Бенин-Сити и, в возрасте одного года, иммигрировал в Канаду со своей семьей. Он рос, играя в футбол, и начал играть в баскетбол на втором году обучения в католической средней школе имени Монсеньора Перси Джонсона. Оморуйи подготовительную школу в Оранджвилл, набирая в среднем 16,9 очков и 9,6 подборов за игру, за что был включён в первую сборную баскетбольной ассоциации Онтарио в своём последнем сезоне. Оморуйи играл вместе с Джамалом Мюрреем и Тоном Мейкером. Он выступал за «Адвентедж Титанс» в Любительском спортивном союзе. Оморуйи решил играть в студенческий баскетбол за «Ратгерс», отклонив предложение от «Лойолы».

## Карьера в колледже
Будучи новичком в «Ратгерсе», Оморуйи в среднем набирал 2,4 очка и делал 2,2 подбора за игру. 28 ноября 2017 года он набрал рекордные 22 очка в проигрышной игре против «Флорида Стэйт» (73:78). Будучи студентом второго курса, Оморуйи в среднем набирал 7,9 очков и делал 5 подборов за игру. В своём третьем сезоне он был назначен со-капитаном команды. В межсезонье Оморуйи улучшил свои показатели бросков, делав по 1000 бросков шесть раз в неделю по утрам. 11 ноября 2018 года он набрал 24 очка и сделал 10 подборов в победной игре против «Дрекселя» (95:66). 23 ноября Оморуйи набрал 20 очков и сделал 17 подборов в победном матче против «Бостона» (54:44). В среднем он набирал 13,8 очков, 7,2 подбора и 2,4 передачи за игру в своём третьем сезоне.
В своём последнем сезоне Оморуйи перешёл в «Орегон» и пропустил следующий сезон из-за правил перевода Национальной ассоциации студенческого спорта. Его решение уйти из «Ратгерса» было описано СМИ как неожиданное. 2 декабря 2020 года он дебютировал за «Орегон» и набрал рекордные в карьере 31 очко и 11 подборов в проигрышной игре против «Миссури» (75:83). Будучи стршекурсником, он набирал в среднем 17,1 очка, 5,4 подбора, 2,3 передачи и 1,5 перехвата за игру, заслужив включения в первую команду конференции Pac-12. По итогам сезона Оморуйи выставил свою кандидатуру на драфт НБА 2021 года.

## Карьера в НБА

### «Даллас Маверикс» (2021)
После того, как Оморуйи не был выбран на драфте НБА 2021 года, 13 августа 2021 года он подписал двусторонний контракт с «Даллас Маверикс», разделив время с фарм-клубом «Техас Лэджендс». 15 декабря он получил травму, которая привела к окончанию сезона, играя за «Лэджендс», а 26 декабря «Маверикс» отчислили его.

### «Оклахома-Сити Тандер» (2022—2023)
2 июля 2022 года Оморуйи подписал двусторонний контракт с «Оклахома-Сити Тандер». Его контракт был преобразован в многолетний 10 февраля 2023 года. 26 февраля «Тандер» отчислили Оморуйи.

### «Детройт Пистонс» (2023)
3 марта 2023 года Оморуйи подписал 10-дневный контракт с «Детройт Пистонс». 13 марта он подписал второй 10-дневный контракт с «Пистонс». 23 марта Оморуйи подписал контракт на оставшуюся часть сезона с «Пистонс».
29 июня 2023 года «Детройт Пистонс» воспользовались опцией команды Оморуйи на сезон 2023/2024. Через два дня его отчислили.

### «Вашингтон Уизардс»/«Кэпитал-Сити Гоу-Гоу» (2023—2024)
12 июля 2023 года Оморуйи подписал двусторонний контракт с «Вашингтон Уизардс», а 1 марта 2024 года он подписал стандартный контракт с «Уизардс».
21 августа 2024 года «Уизардс» отказались от Оморуйи.
25 сентября 2024 года Оморуйи подписал контракт с «Миннесота Тимбервулвз», но 18 октября его контракт был расторгнут.

### «Рэпторс 905» (2025—настоящее время)
21 ноября 2024 года Оморуйи присоединился к «Рэпторс 905», а 8 января 2025 года подписал 10-дневный контракт с «Торонто Рэпторс». 17 января его 10-дневный контракт с «Рэпторс» истёк, так и не сыграв ни минуты за «Торонто», играя только за фарм-клуб. Два дня спустя он вернулся в «Рэпторс 905».

## Статистика

### Статистика в НБА
| Сезон                                                                                    | Команда       | Регулярный сезон | Регулярный сезон | Регулярный сезон | Регулярный сезон | Регулярный сезон | Регулярный сезон | Регулярный сезон | Регулярный сезон | Регулярный сезон | Регулярный сезон | Регулярный сезон | Серия плей-офф | Серия плей-офф | Серия плей-офф | Серия плей-офф | Серия плей-офф | Серия плей-офф | Серия плей-офф | Серия плей-офф | Серия плей-офф | Серия плей-офф | Серия плей-офф |
| Сезон                                                                                    | Команда       | GP               | GS               | MPG              | FG%              | 3P%              | FT%              | RPG              | APG              | SPG              | BPG              | PPG              | GP             | GS             | MPG            | FG%            | 3P%            | FT%            | RPG            | APG            | SPG            | BPG            | PPG            |
| ---------------------------------------------------------------------------------------- | ------------- | ---------------- | ---------------- | ---------------- | ---------------- | ---------------- | ---------------- | ---------------- | ---------------- | ---------------- | ---------------- | ---------------- | -------------- | -------------- | -------------- | -------------- | -------------- | -------------- | -------------- | -------------- | -------------- | -------------- | -------------- |
| 2021/22                                                                                  | Даллас        | 4                | 0                | 4,5              | 40,0             | 50,0             | 50,0             | 1,8              | 0,5              | 0,0              | 0,0              | 1,8              | Не участвовал  | Не участвовал  | Не участвовал  | Не участвовал  | Не участвовал  | Не участвовал  | Не участвовал  | Не участвовал  | Не участвовал  | Не участвовал  | Не участвовал  |
| 2022/23                                                                                  | Оклахома-Сити | 23               | 2                | 11,8             | 46,8             | 25,8             | 60,7             | 2,3              | 0,5              | 0,6              | 0,0              | 4,9              | Не участвовал  | Не участвовал  | Не участвовал  | Не участвовал  | Не участвовал  | Не участвовал  | Не участвовал  | Не участвовал  | Не участвовал  | Не участвовал  | Не участвовал  |
| 2022/23                                                                                  | Детройт       | 17               | 4                | 21,9             | 42,5             | 29,3             | 72,3             | 3,5              | 1,0              | 0,8              | 0,2              | 9,7              | Не участвовал  | Не участвовал  | Не участвовал  | Не участвовал  | Не участвовал  | Не участвовал  | Не участвовал  | Не участвовал  | Не участвовал  | Не участвовал  | Не участвовал  |
| 2023/24                                                                                  | Вашингтон     | 43               | 0                | 9,1              | 48,5             | 28,3             | 65,3             | 2,0              | 0,8              | 0,6              | 0,1              | 4,8              | Не участвовал  | Не участвовал  | Не участвовал  | Не участвовал  | Не участвовал  | Не участвовал  | Не участвовал  | Не участвовал  | Не участвовал  | Не участвовал  | Не участвовал  |
|                                                                                          | Всего         | 87               | 6                | 12,1             | 46,0             | 28,5             | 66,4             | 2,3              | 0,7              | 0,6              | 0,1              | 5,7              | Не участвовал  | Не участвовал  | Не участвовал  | Не участвовал  | Не участвовал  | Не участвовал  | Не участвовал  | Не участвовал  | Не участвовал  | Не участвовал  | Не участвовал  |
| Наведите курсор мыши на аббревиатуры в заголовке таблицы, чтобы прочесть их расшифровку. |               |                  |                  |                  |                  |                  |                  |                  |                  |                  |                  |                  |                |                |                |                |                |                |                |                |                |                |                |

### Статистика в NCAA
| Сезон | Команда | Conf    | Class | GP  | GS | MPG  | FG%  | 3P%  | FT%  | RPG | APG | SPG | BPG | PPG  |
| --- | ------- | ------- | ----- | --- | -- | ---- | ---- | ---- | ---- | --- | --- | --- | --- | ---- |
| 2016/17 | Ратгерс | Big Ten | FR    | 33  | 11 | 12,0 | 34,9 | 0,0  | 62,5 | 2,2 | 1,0 | 0,5 | 0,3 | 2,4  |
| 2017/18 | Ратгерс | Big Ten | SO    | 32  | 7  | 21,7 | 47,3 | 0,0  | 54,1 | 5,0 | 1,0 | 0,9 | 0,8 | 7,9  |
| 2018/19 | Ратгерс | Big Ten | JR    | 28  | 26 | 29,2 | 44,5 | 31,1 | 71,4 | 7,2 | 2,4 | 0,7 | 0,3 | 13,8 |
| 2020/21 | Орегон  | Pac-12  | SR    | 28  | 28 | 30,6 | 47,3 | 37,6 | 76,5 | 5,4 | 2,3 | 1,5 | 0,6 | 17,1 |
| Всего | Всего   | Всего   | Всего | 121 | 72 | 22,8 | 45,3 | 32,4 | 67,4 | 4,8 | 1,6 | 0,9 | 0,5 | 9,9  |
| Наведите курсор мыши на аббревиатуры в заголовке таблицы, чтобы прочесть их расшифровку Статистика приведена с сайта sports-reference.com |         |         |       |     |    |      |      |      |      |     |     |     |     |      |